# 명상록
《명상록》(暝想錄;  코이네 그리스어: Τὰ εἰς ἑαυτόν)은 로마 황제이자 스토아 학파의 철학자이기도 했던 마르쿠스 아우렐리우스의 저서이다.  이 책은 원래 권·장·절로 나뉘지는 않았다. 하지만 후대 사람들은 이 책을 12권으로 나누었고, 각 권에 장(章)을 매겼으며, 그 중에 긴 장(章)은 다시 절로 나누었다. 대우주(大宇宙)와 그 속에 사는 소우주로서의 자기 자신과의 대비(對比)를 기조로 하는 내면적 자기 반성의 기록이다. 특히 죽음의 문제가 끊임없이 논해지며 또 세계[宇宙] 시민의 발상이 되풀이하여 강조되고 있다.

## 서지 사항
- 천병희 옮김, 《명상록》, 숲, 2005(제1판)/2012(제2판)/2016(제3판) (희랍어 원전 번역)
- 김재홍 옮김, 《자기 자신에게 이르는 것들》, 그린비, 2023(상동)